# Castelbellino

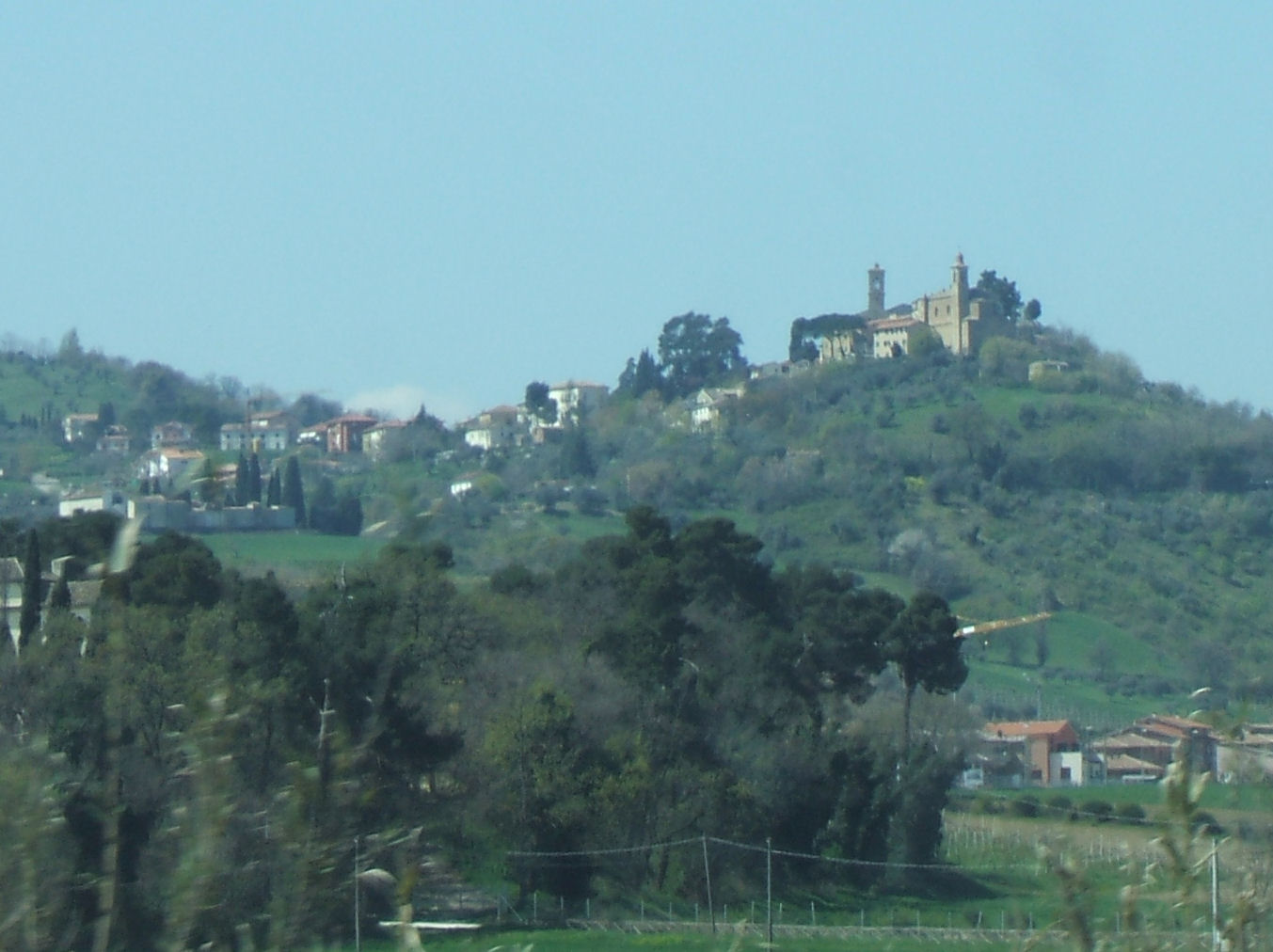
Castelbellino

Castelbellino is een gemeente in de Italiaanse provincie Ancona (regio Marche) en telt 5067 inwoners (31-12-2019). De oppervlakte bedraagt 5,9 km², de bevolkingsdichtheid is 837 inwoners per km².
De volgende frazioni maken deel uit van de gemeente: Stazione, Pianello, Pantiere, Scorcelletti.

## Demografie
Castelbellino telt ongeveer 1427 huishoudens. Het aantal inwoners steeg in de periode 1991-2001 met 14,8% volgens cijfers uit de tienjaarlijkse volkstellingen van ISTAT.
| Jaar | Inwoneraantal |
| ---- | ------------- |
| 1991 | 3151          |
| 2001 | 3618          |

## Geografie
De gemeente ligt op ongeveer 267 m boven zeeniveau.
Castelbellino grenst aan de volgende gemeenten: Jesi, Maiolati Spontini, Monte Roberto.